# 덕흥군 (고려)
덕흥군 왕혜(德興君 王譓, 생몰년 미상)는 고려의 왕족이자, 불교 승려이다. 충선왕의 서자로 어머니는 누군지 알 수 없다.

## 생애
본명은 왕혜(王譓)이며, 몽골식 이름은 왕타스테무르(王塔思帖木兒, 왕탑사첩목아)이다. 군호는 덕흥군(德興君)이다.
충선왕의 얼자로 태어났으며 당시 고려의 왕자는 생모가 왕족이나 귀족 출신이 아닌 궁인이나 시녀일 경우 머리를 깎고 승려가 되어 출가하였는데, 덕흥군 역시 일찍이 승려가 되었다가 1351년(충정왕 3년) 원나라로 도망쳤다.
새롭게 즉위한 공민왕은 반원적인 개혁을 단행하며, 고려 내에서 전횡을 일삼던 원나라 기황후(奇皇后)의 오빠인 기철(奇轍)을 처형하였는데, 기씨 일가가 숙청되자 기황후는 공민왕을 원망하였고, 이에 고려인 최유(崔濡)가 원나라에서 불량배를 모아 기황후를 설득시켜 공민왕을 폐위시키고 타스티무르를 왕으로 세울것을 모의하였다.
1364년(공민왕 13년) 원나라 조정의 사주를 받아 덕흥군은 압록강을 넘어 고려를 침공하였는데 수주 달천에서 고려군에게 패배하였다. 원 황제는 타스티무르를 곤장 107대를 쳐서 추방하였다.

## 덕흥군이 등장하는 작품

### 드라마
- 《신돈》 MBC (2005년~2006년, 배우:허기호)
- 《신의》 SBS (2012년~2012년, 배우:박윤재)

## 같이 보기
- 충선왕
- 충숙왕
- 공민왕